# Iuri Barinov
Iuri Barinov (n. 31 mai 1955, Doșceatoe⁠(d), Vyksa Urban Okrug⁠(d), RSFS Rusă, URSS) este un ciclist rus, medaliat olimpic. A participat la o ediție a Jocurilor Olimpice (1980) în care a câștigat o medalie de bronz.

## Participări
Lista de mai jos prezintă principalele competiții la care a participat Iuri Barinov de-a lungul carierei.
- Velosport na letnih Olimpiiskih igrah 1980 - gruppovaia gonka na șosse (mujcinî)[*]